# Pozvolski sporazum
Pozvolski mirovni sporazum je bil sporazum o miru in zavezništvu, ki sta ga 5. in 14. septembra 1557 sklenili Livonska konfederacija in Poljsko-Litovska unija. Prva pogodbena stran je prepustila svoje ozemlje pod zaščito druge. Povod za sklenitev sporazuma so bili spori med člani  Livonske konfederacije in vojaški pritisk poljskega kralja in velikega vojvoda Litve Sigismunda II. Avgusta. Ruski car Ivan IV. Grozni je imel sporazumu za provokacijo in grožnjo in sprožil livonsko vojno.

## Ozadje
Veliki mojster tevtonskih vitezov Albert (Albreht) je uvedel protestantsko reformacijo in sekulariziral južne dele Države tevtonskih vitezov, s čimer je leta 1525  ustvaril prvo evropsko protestantsko državo v Kneževini Prusiji pod poljsko zaščito. Njegovi poskusi, da bi uvedel protestantizem v livonskih pokrajinah v posesti reda, so naleteli na odpor in povzročili neslogo v Livonski konfederaciji.
Ko je Albertov brat riški nadškof Viljem poskušal v svoji nadškofiji  uvesti luteranski cerkveni red, je za svojega koadjutorja imenoval protestanta Krištofa Macklenburškega. Katoliški deli Livonije so se temu uprli in Viljema in Krištofa aretirali.

## Sporazumi
Dansko posredovanje v sporu je bili z  intervencijo Sigismunda II. Avgusta prekinjeno.  Sigismund je zahteval, da se Viljem in Krištof osvobodita in da Livonska konfederacija sprejme njegovo zaščito. Livonski konfederaciji je napovedal vojno, zbral vojsko in julija 1557 krenil proti Livoniji,  da bi dosegel svoje zahteve, 5. in 14. septembra  je dal v svojem vojaškem taboru pri Pozvolu Livoniji v podpis tri sporazume.
Vsi trije sporazumi so se nanašali na odnose med livonskimi deželami in Sigismundom. Prva dva, podpisana 5. septembra,  sta bila rezultat posredovanja delegacije Svetega rimskega cesarstva. Viljem je bil osvobojen in se je z vsemi prejšnjimi pravicami vrnil na nadškofovski položaj v Rigi.  Livonija je obnovila svoje odnose z Litvo in z njo sklenila obrambno-napadalni pakt. Prvi sporazum je v imenu Tevtonskega reda  podpisal novi veliki mojster reda Viljem Fürstenberški. 14. septembra je skupaj z drugimi člani reda ratificiral tudi druga dva sporazuma.

## Posledice
Zavezništvo je bilo usmerjeno proti Ruskemu carstvu in si prizadevalo vzpostaviti nadoblast na livonskem ozemlju. Ruski car Ivan IV. Grozni je zavezništvo obravnaval kot grožnjo in povod za vojno. Marca 1557 je z Novgorodskim sporazumom končal vojno s Švedsko, zato se je zdaj lahko osredotočil na Livonijo. Za začetek je zahteval podreditev Dorpata (Tartu).

Car je na Pozvolski sporazum reagiral in napadel Livonijo še preden je nova koalicija uspela zbrati svojo vojsko. Leta 1558 se je začela livonska vojna, ki je trajala do leta 1583. Posledice vojne so bile, da je Reval (Talin) prišel pod zaščito Švedske, Ösel (Saaremaa) je okupirala Danska-Norveška, veliki mojster tevtovnsega reda Gotthard Kettlerški pa je sekulariziral vse, kar niso okupirali Rusi. Uradno je bil podrejen Sigismundu II. Avgustu, ki se je razglasil za kneza Kurlandije.